# Servitude (bande dessinée)
Pour les articles homonymes, voir Servitude.
Servitude est une série de bande dessinée de type fantastique, écrite par Fabrice David, dessinée et mise en couleur par Éric Bourgier. Elle raconte l'histoire d'un monde imaginaire peuplé d'humains et d'entités très puissantes telles que les Géants ou les Dragons.

## Synopsis
L'histoire prend place dans un vaste royaume appelé le royaume des Fils de la Terre.
Autrefois n'existaient dans ce monde que cinq races extrêmement puissantes, qu'on appelaient simplement les « Puissances » : les Géants, les Dragons, les Anges, les Fées et les Sirènes. Quand naquirent les Hommes, ces êtres s'approchèrent de leurs dirigeants pour les guider et se mêler à eux. Le royaume des Fils de la Terre fut tout d'abord construit par les Géants et les Hommes. Ensuite les Dragons contactèrent des hommes qui devinrent leur serviteur et furent appelés le peuple Drekkar. D'autres suivirent les Anges et devinrent les Iccrins. Quant aux Sirènes et aux Fées, elles n'eurent pas d'hommes pour les suivre. Enfin, le peuple restant décida de rejeter le joug des Puissances afin de rester indépendant ; localisé dans les déserts du sud, ce peuple est nommé Riddrak.
Plus de cinq siècles avant l'histoire de la série, Afénor, roi des Fils de la Terre, fut trahit par Brégor, son cadet. Ce dernier, attiré par les Dragons, guida son peuple vers le sud dans une cité cachée sous terre où ils devinrent les Drekkars. Afénor les affronta et il périt, avec tous les Géants, et le Royaume des Fils de la Terre fut ensuite divisé entre les trois fils d'Afénor : Vériel régna sur l'est, Anorœr sur l'ouest, et Arkanor sur le sud, chacun de leur territoire prenant le nom de son fondateur et chacun d'entre eux se considérant comme un prince.
Finalement, Garantiel, prince d'Anorœr, parvint à réunifier en un seul royaume les trois grandes provinces du vaste territoire des Fils de la Terre. Pendant trente ans, la paix régna sur le royaume, malgré l'hostilité des seigneurs de la province de Vériel. Ces derniers enviaient le trône de Garantiel, se disant supérieures car leur ancêtre avait été roi après la mort d'Afénor de par son droit d'aînesse, et malgré l'affaiblissement de la noblesse dont le sang des Géants disparaissait.
Dans le premier tome, les choses se précipitent. Le duc Othar d'Omel, frère cadet du Prince de Vériel qui décède dans l'album, fait sécession du royaume, soutenu et poussé par les Drekkars qui n'étaient pas réapparus depuis des siècles et qui sont venus avec un de leurs précieux Dragons. Le roi Garantiel rassemble alors son armée pour affronter le nouveau prince de Vériel et ses alliés qui veulent s'emparer du royaume. Dans les premiers jours de la guerre civile, Tarquain d'Anorœr et Lérine d'Anorœr, les enfants du roi, sont assassinés, mettant fin à la lignée d'Anorœr. Kiriel, jeune maître d'arme anobli par le roi qui l'avait marié à sa fille, est contacté par une mystérieuse femme nommée Filène d'Anar, qui veut convaincre le roi d'envoyer ses armées au sud où résiderait le seul espoir des hommes.
Dans le second tome, on découvre la société des Drekkars. Vivant reclus au cœur de leur cité souterraine de Farkas, guidé par leur empereur dragon mais au corps d'homme, ils ont développé une société extrêmement codifiée et structurée en plusieurs castes, chacune étant dotées de tatouages rituels distinctifs. Ils ont également asservis de nombreux Riddraks, qui servent d'esclaves dans la cité. Mais des tensions couvent au sein de la ville, notamment à cause de la volonté de l'empereur d'envoyer des Drekkars à la surface pour des raisons qui ne sont pas expliquées au peuple, qui doute de son empereur.
Dans le troisième tome, la guerre civile du royaume des Fils de la Terre s'achève après une terrible bataille, le royaume est brisé ; Filène d'Anar et Kiriel, parviennent à monter dans un navire iccrin pour échapper à la mort. On apprend alors que Filène d'Anar est la femme du gardien d'un des trois piliers iccrin, qui abritent toutes les habitations de ce peuple.
Dans le quatrième tome, on découvre la société des Iccrins, les adeptes des Anges, où des tensions couvent également. Les Anges guident les hommes par l'intermédiaire des gardiens de pilier. Quinze ans plus tôt, l'un d'eux a tenté de tuer son épouse, Filène, afin de l'empêcher de contrecarrer les plans des Anges. Le retour de Filène n'est donc pas une bonne nouvelle pour les alliés des Anges qui tentent de l'assassiner à nouveau. Kiriel et Filène parviennent à s'échapper grâce à l'Infante Esdras dont on a également attenté à la vie.
Au fil des albums, on apprend que tous les protagonistes, Drekkars, fils de la terre et Iccrins, sont en réalité subtilement manipulés par les adeptes d'un être à la puissance millénaire appelé Kiromédon, l'être qui donna autrefois vie aux Hommes afin de lutter contre les puissances et vit ceux-ci tomber dans la Servitude. Par le biais de ses agents, il manipule les événements pour provoquer le conflit entre les hommes et amener à leur affaiblissement en vue de son but ultime : exterminer tous les hommes qui ont été souillés par les Puissances et récupérer son dû, la terre.
Les cinquième et sixièmes tomes décrivent la suite de la guerre entre les différents peuples du royaume des Fils de la Terre. Cette guerre se termine grâce à la venue d'un peuple des déserts du sud ; tous les chefs des peuples belligérants sont tués et la Servitude des Puissances sur les hommes prend fin.

## Autour de la série
Fabrice David et Éric Bourgier s'étant connus au lycée, l'univers de Servitude fût né de leurs parties de jeux de rôle créés par Éric Bourgier en tant que meneur de jeu.
Interviewé à propos de George R. R. Martin, Éric Bourgier déclare :

« J’ai découvert tardivement les romans du Trône de fer et je dois dire qu’il a fait un truc très fort avec lequel nous n’avons pas la prétention de rivaliser, mais c’est vrai qu’il y a un esprit commun avec notre univers. »

## Albums
- Servitude, Soleil :

1. Le Chant d'Anorœr (18 mai 2006)  (ISBN 978-2-84946-422-9)[2].
2. Drekkars (3 décembre 2008)  (ISBN 978-2-302-00214-2)[3].
3. L’Adieu aux rois (9 novembre 2011)  (ISBN 978-2-302-01893-8)[4].
4. Iccrins (25 juin 2014)  (ISBN 978-2-302-03632-1)[5].
5. Shalin - Première partie (15 novembre 2017)  (ISBN 978-2-302-06505-5)[6].
6. Shalin - Seconde partie (28 octobre 2020)  (ISBN 978-2-302-09079-8).

### Documentation
- Charles-Louis Detournay, « Les splendeurs attendues d’une "Servitude" », sur Actua BD, 28 août 2014.